# Al-Qantara (revista)
Al-Qantara: Revista de estudios árabes és una revista científica avaluada per experts, amb el mètode d'avaluació «doble cec», publicada er l'Institut de Filologia del Consell Superior d'Investigacions Científiques (CSIC).
La revista va iniciar la seva publicació el 1980, com a continuació de la seva predecessora Al-Andalus (1933-1978). Al-Qantara està dedicada a la civilització de l'islam clàssic (fins al segle XVII inclòs) amb especial atenció a l'Occident islàmic. Es publica en forma de dos fascicles anuals d'unes 250 pàgines cadascun. Una secció monogràfica apareix en el segon fascicle de cada any. La revista només sol·licita contribucions per a les seccions monogràfiques. La revista està disponible en castellà i en anglès com a revista electrònica en accés obert.
El seu consell assessor inclou acadèmics com la catedràtica d'Estudis Àrabs i Islàmics de la Universitat de València, Carme Barceló Torres. Així mateix, entre els seus col·laboradors habituals, la revista compta amb l'historiador de l'art espanyol Basilio Pavón Maldonado.
Al-Qanṭara está indexada en Web of Science: Arts & Humanities Citation Index (A&HCI) i Current Contents - Arts & Humanities; SCOPUS, CWTS Leiden Ranking (Journal indicators), ERIH Plus, REDIB i DOAJ. És considerada una de les revistes que té una major circulació en bases de dades, trobant-se indexada en més de cinc bases de dades.